# جاك هاردينغ
جاك هاردينغ (بالإنجليزية: Jack Harding)‏ هو مدرب كرة سلة أمريكي، ولد في 4 يناير 1898 في أفوكا في الولايات المتحدة، وتوفي في 24 فبراير 1963 بسبب سرطان.

## وصلات خارجية
- جاك هاردينغ على موقع قاعة فلوريدا للمشاهير الرياضية (الإنجليزية)